# Slobodno vrijeme
Slobodno vrijeme vrijeme je provedeno izvan posla, kućanskih poslova i obrazovanja, kao i nužnih aktivnosti kao što su jelo i spavanje. Kao iskustvo obično naglašava dimenzije slobode i izbora. U slobodnom vremenu radi se "za svoje dobro", radi kvalitete iskustva i iz slobodnog izbora.
Thorstein Veblen definirao je slobodno vrijeme kao "neproduktivnu potrošnju vremena." Slobodno vrijeme nije lako definirati zbog mnoštva pristupa korištenih za određivanje njegove biti. Sociologija definira slobodno vrijeme u kontekstu društva, a psihologija kao mentalna i emocionalna stanja. Iz istraživačke perspektive, ovi pristupi imaju prednost jer ih je moguće kvantificirati i usporediti tijekom vremena i mjesta.
Studij slobodnog vremena i sociologija slobodnog vremena akademske su discipline koje se bave proučavanjem i analizom slobodnog vremena. Rekreacija se razlikuje od slobodnog vremena po tome što je svrhovita aktivnost koja uključuje iskustvo dokolice u kontekstu aktivnosti. Ekonomisti smatraju da je slobodno vrijeme vrijedno za osobu poput plaće koju bi mogao zaraditi za isto vrijeme provedeno u aktivnosti. Da nije tako, ljudi bi radili umjesto da se odmaraju. Međutim, razlika između slobodnog vremena i neizbježnih aktivnosti nije kruto definirana, npr. ljudi ponekad obavljaju poslove iz zadovoljstva, kao i zbog dugoročne koristi. Srodan koncept je društveno slobodno vrijeme, koje uključuje ležerne aktivnosti u društvenim okruženjima, kao što su izvannastavne aktivnosti, npr. sportovi, klubovi. Drugi srodni koncept je onaj o obiteljskom slobodnom vremenu. Odnosi s drugima obično su glavni faktor i zadovoljstva i izbora.
Koncept slobodnog vremena kao ljudskog prava realiziran je u članku 24. Opće deklaracije o ljudskim pravima UN-a.

## Galerija
- Astronomsko promatranje kao hobi.
- Vožnja čamcem u slobodno vrijeme.
- Grudanje
- Rekreacija